# ریچارد نایتون
ریچارد نایتون (انگلیسی: Rich Knighton؛ زادهٔ ۱۹۶۹) مارشال ارشد هوایی نیروی هوایی سلطنتی است، که از ژوئن ۲۰۲۳ به‌عنوان سی و یکمین رئیس ستاد هوایی بریتانیا فعالیت می‌کند.
نایتون فعالیت نظامی را از سال ۱۹۸۸ در نیروی هوایی بریتانیا آغاز کرد، از ۲۰۰۹ تا ۲۰۱۱ فرماندهی فرودگاه نیروی هوایی سلطنتی ویترینگ را برعهده داشت، از ۲۰۱۵ تا ۲۰۱۷ دستیار رئیس ستاد هوایی بود و از ۲۰۱۷ تا ۲۰۱۹ به‌عنوان معاون طراحی قابلیت و نیرو رئیس ستاد دفاع بریتانیا فعالیت می‌کرد.
وی از ۲۰۱۸ تا ۲۰۲۲ معاون مالی و نظامی رئیس ستاد دفاع بریتانیا بود و از ۲۰۲۲ تا ۲۰۲۳ فرماندهی هوایی بریتانیا را برعهده داشت و با حفظ سمت جانشین رئیس ستاد هوایی بود.